# Coleanthus
Coleanthus  Seidel é um género botânico pertencente à família Poaceae, subfamília Pooideae, tribo Poeae.
Suas espécies ocorrem na Europa, Ásia e América do Norte.

## Espécies
- Coleanthus ambigens  Clem. et E.G.Clem.
- Coleanthus atractyloides Clem. et E.G.Clem.
- Coleanthus grandiflorus Clem. et E.G.Clem.
- Coleanthus linifolius Clem. et E.G.Clem.
- Coleanthus microphyllus Clem. et E.G.Clem.
- Coleanthus subtilis (Tratt.) Seidl
- Coleanthus wrightii Clem. et E.G.Clem.